# 大槻能楽堂
大槻能楽堂（おおつきのうがくどう）は大阪府大阪市中央区にある能楽堂である。

## 概要
能楽の音楽的特質を考慮して、舞台床下地面に大甕を据えるなど伝統技法の使用等により残響時間を約1秒に設定するなどの特徴をもち、定席は502席（補助席は70席）。公益財団法人大槻能楽堂（大槻文蔵理事長）が運営している。
関西経済連合会が打ち出した「大阪シアターパーク」（大阪城周辺に集積する劇場・ホール間の連携）構想にも参画している。
能舞台は1935年建築の旧能楽堂の舞台を1983年の改築にあたり組み直して使用しており、2014年には国の登録有形文化財（建造物）に登録されている。

## 所在地
大阪府大阪市中央区上町A-7

## 交通
- OsakaMetro（谷町線・中央線）谷町四丁目駅から南東へ徒歩4分
- OsakaMetro（谷町線・長堀鶴見緑地線）谷町六丁目駅から北東へ徒歩5分

## 沿革
- 1935年（昭和10年）：現在地に大槻能楽堂（旧）設立
- 1948年（昭和23年）：財団法人設立（初代理事長:大槻十三）
- 1980年（昭和55年）：旧能楽堂解体
- 1983年（昭和58年）：現能楽堂舞台披き
- 2011年（平成23年）：公益法人認定
- 2014年（平成26年）：能舞台が登録有形文化財に登録